# Myrmarachne hesperia
Myrmarachne hesperia là một loài nhện trong họ Salticidae.
Loài này thuộc chi Myrmarachne. Myrmarachne hesperia được Eugène Simon miêu tả năm 1887.